# Николаева, Юлия Валентиновна
Ю́лия Валенти́новна Никола́ева (род. 29 августа 1965, Москва) — российский правовед, специалист в области уголовного права, криминологии, уголовно-исполнительного права, охраны интересов семьи уголовно-правовыми средствами, правовой защиты несовершеннолетних. Доктор юридических наук, доцент. Полковник в отставке.

## Биография
Родилась в семье потомственных сотрудников органов внутренних дел. Имеет более чем 20-летний опыт практической деятельности в системе МВД и более 20-летний стаж педагогической деятельности.
- С 2014 года эксперт комиссии Федеральной антимонопольной службы по соблюдению требований к служебному поведению федеральных государственных гражданских служащих и урегулированию конфликта интересов[1];
- С 2015 Руководитель Комиссии по делам молодежи Международного союза общественных объединений «Российская ассоциация международного сотрудничества» (РАМС)[2];
- Эксперт Московского областного регионального отделения Общероссийской общественной организации «Ассоциации юристов России»[3];
- Член редакционного совета международного журнала «Современный юрист»[4];
- Член редколлегии научно-практического журнала «Образование и право».

### Образование
- В 1991 окончила высшую юридическую заочную школу МВД по специальности «Юриспруденция»;
- В 1995 окончила адъюнктуру Юридического института МВД РФ, кафедра уголовного права, по специальности «Уголовное право и криминология, уголовно-исполнительное право»;
- В 1996 защитила диссертацию на ученую степень кандидата юридических наук на тему «Охрана интересов семьи уголовно-правовыми средствами» под руководством  заслуженного деятеля науки России, профессора Н. И. Ветрова;
- В 2012 защитила докторскую диссертацию на тему «Дифференциация ответственности за посягательства на интересы несовершеннолетних в уголовном праве России» под руководством профессора Т. Ф. Минязевой.

### Служба в органах МВД
С 1983 по 2006 проходила службу в органах МВД. Полковник в отставке.

### Преподавательская деятельность
- С 1991 по 2006 работала в должности старшего преподавателя, доцент кафедры уголовного права в Московском университете МВД РФ;
- С 1998 по 2011 работала заведующим кафедрой уголовно-правовых дисциплин, деканом юридического факультета в Московском университете им. С. Ю. Витте (МИЭМП);
- С 2006 по 2010 работала доцентом, профессором кафедры уголовного права в Московском государственном областном университете[5];
- С 2011 года по настоящее время — работает в Финансовом университете при Правительстве Российской Федерации[6].

### Семья
Отец — Вареник Валентин Дмитриевич 
Мать — Вареник Долорес Николаевна 
Муж — Николаев Валерий Юрьевич 
Дочь — Николаева Елена Валерьевна

## Научная деятельность
Ю. В. Николаева является автором более 90 научных публикаций, 5 монографий, 3 учебников для вузов, автор просветительского проекта «Юридическая ответственность несовершеннолетних», руководитель и автор 3 государственных госзаданий, разработала курсы по дисциплине «Уголовное право. Общая часть», «Уголовное право. Особенная часть», «Теоретические основы квалификации преступлений».
- Автор научно-исследовательской работы — «Разработка методики выявления коррупционных рисков при осуществлении внешнего государственного финансового контроля»[9];
- Автор научно-исследовательской работы — «Подготовка предложений по совершенствованию норм уголовного кодекса РФ в целях повышения эффективности борьбы с экономической преступностью»[10];
- Автор научно-исследовательской работы — «Сравнительно-правовой анализ системы уголовно-правовых санкций, направленных на борьбу с преступлениями в сфере экономики (на примере развитых стран Европы)»[11].

## Основные работы
- Комментарий к статьям 150—157 Уголовного кодекса Российской Федерации // Комментарий к уголовному кодексу Российской Федерации. — М.: Проспект, 1997. 1 п.л. Коллектив авторов.
- Оконченное и неоконченное преступление: Лекция / Министерство внутренних дел РФ. Московский университет. — М. :Московский университет МВД России, 2004. — 22 с. — Библиогр.: с. 20.[12].
- Уголовное право. Часть Общая. Часть Особенная: Учебник: Допущено Министерством образования и науки Российской Федерации в качестве учебника для студентов высших учебных заведений, обучающихся по направлению подготовки «Юриспруденция», специальностям «Юриспруденция», «Правоохранительная деятельность» /Под ред. Н. И. Ветрова, Ю. И. Ляпунова. — 3-е изд., испр. и доп- М.: Юриспруденция, 2005. 32 п.л. / 1 п.л.
- Комментарий к Уголовному кодексу Российской Федерации (постатейный) / Под общей редакцией д.ю.н., профессора Н. Г. Кадникова. — М.: Книжный мир, 2004. 34 п.л. / 1,5 п.л. Коллектив авторов.
- Комментарий к Уголовному кодексу Российской Федерации (постатейный) / Под общей редакцией д.ю.н., профессора Н. Г. Кадникова. — М.: Книжный мир, 2006. 35 п.л. / 6 п.л. Коллектив авторов.
- Уголовное право. Общая часть: Конспект лекций. — М.: МИЭМП. 2005. 6,2 п.л. (соавт. Батюкова В. Е.)
- Уголовное право России: Общая и Особенная части: Учебник для высших учебных заведений: Рекомендовано Министерством образования Российской Федерации в качестве учебника для студентов высших учебных заведений, обучающихся по специальности «Юриспруденция» / Под общей редакцией Н. Г. Кадникова. — М.: Книжный мир, 2006. 2 п.л.
- Государственная политика в сфере обеспечения интересов несовершеннолетних (историко-правовые и теоретические проблемы): Монография. — М.: РАЕН. 2007 — 11,6 п.л.
- Уголовное право. Часть общая. Часть особенная: Учебник / Под ред. Н. И. Ветрова, Ю. И. Ляпунова. — 4-е изд., испр. и доп., учеб. — М. : Юриспруденция, 2007 — 32 п.л. / 2 п.л. Коллектив авторов[13].
- Уголовное право России. Часть общая. Часть особенная : Учебник : Допущено Министерством образования и науки Российской Федерации в качестве учебника для студентов высших учебных заведений, обучающихся по направлению подготовки «Юриспруденция», специальностям «Юриспруденция», «Правоохранительная деятельность» /Под ред. Н. И. Ветрова, Ю. И. Ляпунова. −3-е изд., испр. и доп. -М. :Юриспруденция, 2005. −704 с[14].
- Электронный курс (учебник) «Уголовное право. Особенная часть»[15].
- Дифференциация ответственности за посягательства на интересы несовершеннолетних в уголовном праве России : автореферат диссертации на соискание ученой степени доктора юридических наук. Специальность 12.00.08 — уголовное право и криминология; уголовно-исполнительное право / Ю. В. Николаева; науч. рук. Т. Ф. Минязева. -М., 2012. −62 с. — Библиогр. : с. 57 — 62[16].
- Национальная безопасность России (историко-теоретическое и прикладное исследование): Монография. — М.: МИЭМП. 2007 (Коллектив авторов). 30 п.л. / 1 п.л.
- Уголовное право. Особенная часть: Конспект лекций. — М.: МИЭМП. 2008 — 16,3 п.л.
- Дифференциация преступлений против несовершеннолетних в России. — М.: ЮРКОМПАНИ, 2011. — 16,75 п.л.
- Правовой анализ системы уголовно-правовых санкций о преступлениях в сфере экономики (на примере стран Европы): Монография- М.: Издательство «Русайнс», 2014.- 140 с.
- Уголовно-правовые нормы о преступлениях в сфере экономической деятельности: актуальные проблемы теории и практики: Монография — М.: Издательство «Русайнс», 2014.- 120 с.
- Охрана интересов семьи уголовно-правовыми средствами: Автореферат диссертации на соискание ученой степени кандидата юридических наук. Специальность 12.00.08 — Уголовное право и криминология; Уголовно-исполнительное право /Ю. В. Николаева; Науч. рук. Н. И. Ветров; Юридический институт МВД России. -М.,1996. −19 с. — Библиогр.:19.[17].